# Vickery, Atkins & Torrey

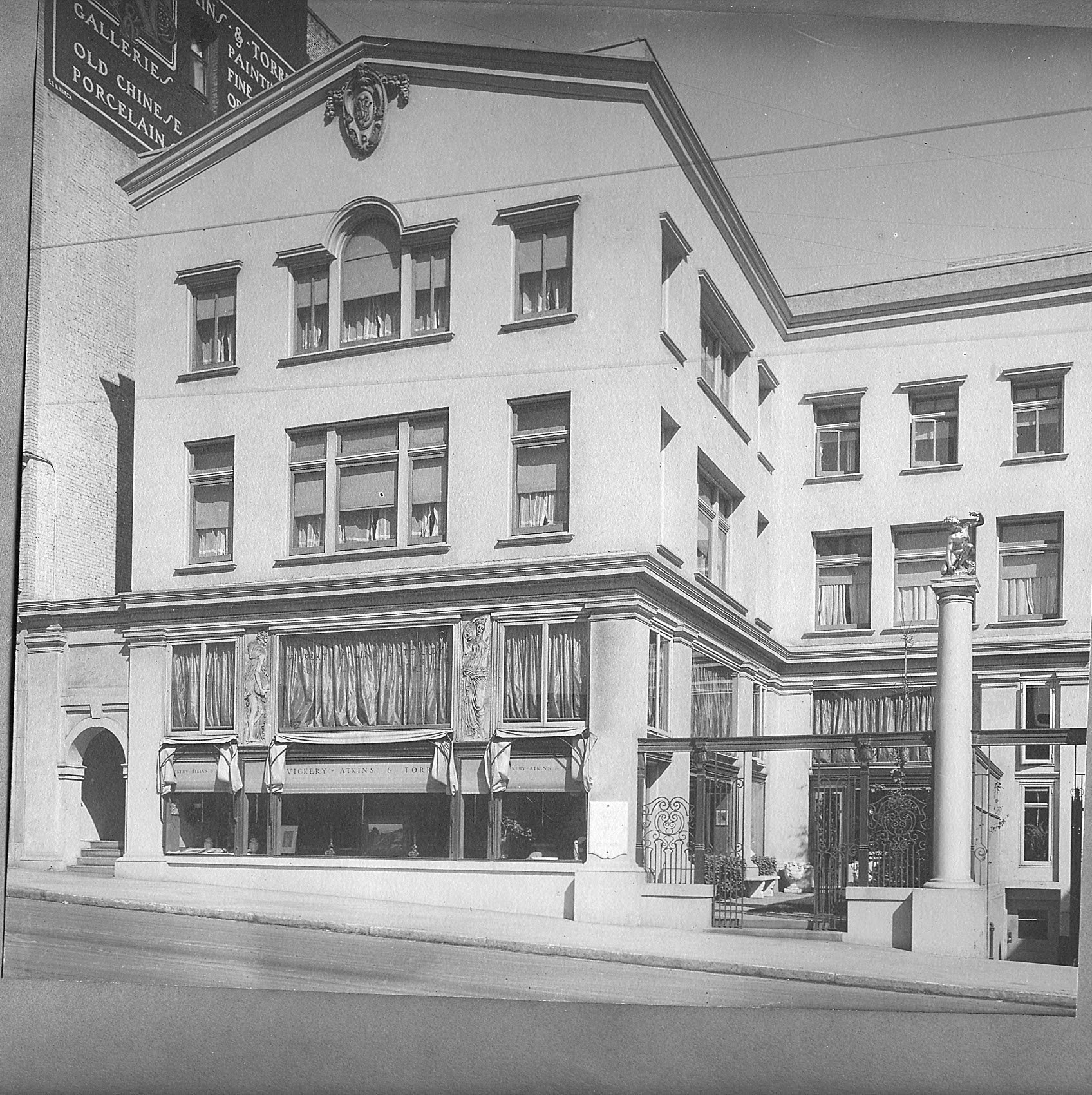
Letzte Geschäftsräume von Vickery Atkins & Torrey in der Sutter Street Nr. 550

Vickery, Atkins & Torrey war ein 1888 gegründetes Einrichtungshaus in San Francisco. Angeschlossen war eine Kunstgalerie, die wesentlich zur Etablierung des Impressionismus in Kalifornien beitrug.

## Geschichte
Das Unternehmen wurde 1888 von William Kingston Vickery (1851–1925) und seinem Neffen Henry Atkins (1867–1923) in San Francisco begründet. Um 1891 trat Frederick C. Torrey (1864–1935) in das Unternehmen ein, der als Experte für Kunstdrucke und Chinesisches Porzellan galt. Seit 1900 firmierte das Geschäft als Vickery, Atkins & Torrey. Das Unternehmen entwarf Einrichtungen für Wohnhäuser, Gentlemen’s Clubs und Universitäten. Neben Möbeln bot das Geschäft auch Kunsthandwerk und Schmuck an, darunter auch zahlreiche Entwürfe von Henry Atkins. Zudem gab das Unternehmen Kunstbücher heraus. Die Geschäftsräume befanden sich im Laufe der Jahre an unterschiedlichen Adressen in San Francisco. Dazu gehörte die Montgomery Street Nr. 22, die Kearny Street Nr. 126, die Market Street Nr. 631 und die Grant Street Nr. 108. Beim Erdbeben von San Francisco 1906 befanden sich die Geschäftsräume in der Post Street Nr. 236. Dabei blieb das Geschäft zwar zunächst weitestgehend unbeschädigt, wurde aber Stunden später durch Brand zerstört. Nach zwischenzeitlichen Verkaufsräumen in der California Street Nr. 1774 siedelte sich das Unternehmen in der Sutter Street Nr. 550 an, wo es bis 1933 bestand.
Während der 1890er Jahre organisierte William Vickery in den Galerieräumen des Geschäfts eine Reihe von Ausstellungen mit Werken französischer Künstler des Impressionismus. Zu sehen waren dabei Bilder von Malern wie Claude Monet, Eugène Boudin, Paul Cézanne, Camille Pissarro, Pierre-Auguste Renoir und Edgar Degas. Die Leihgaben stammten von der kalifornischen Malerin Lucy Bacon, die in Frankreich bei Camille Pissarro studiert hatte und mit Paul Cézanne bekannt war und von der Kunstliebhaberin Ethel Crocker, die zu ihrer Zeit als bedeutendste Sammlerin impressionistischer Malerei in Kalifornien galt. Weiterhin wurden in den Galerieräumen Drucke von europäischen, amerikanischen und japanischen Künstler ausgestellt und Skulpturen und Fotografien des Piktorialismus gezeigt. Einige kalifornische Künstler wie Anne Bremer, Maynard Dixon, William Keith, Xavier Martínez, Francis McComas, Arthur Putnam und Mary Curtis Richardson hatten in den Galerieräumen Einzelausstellungen.

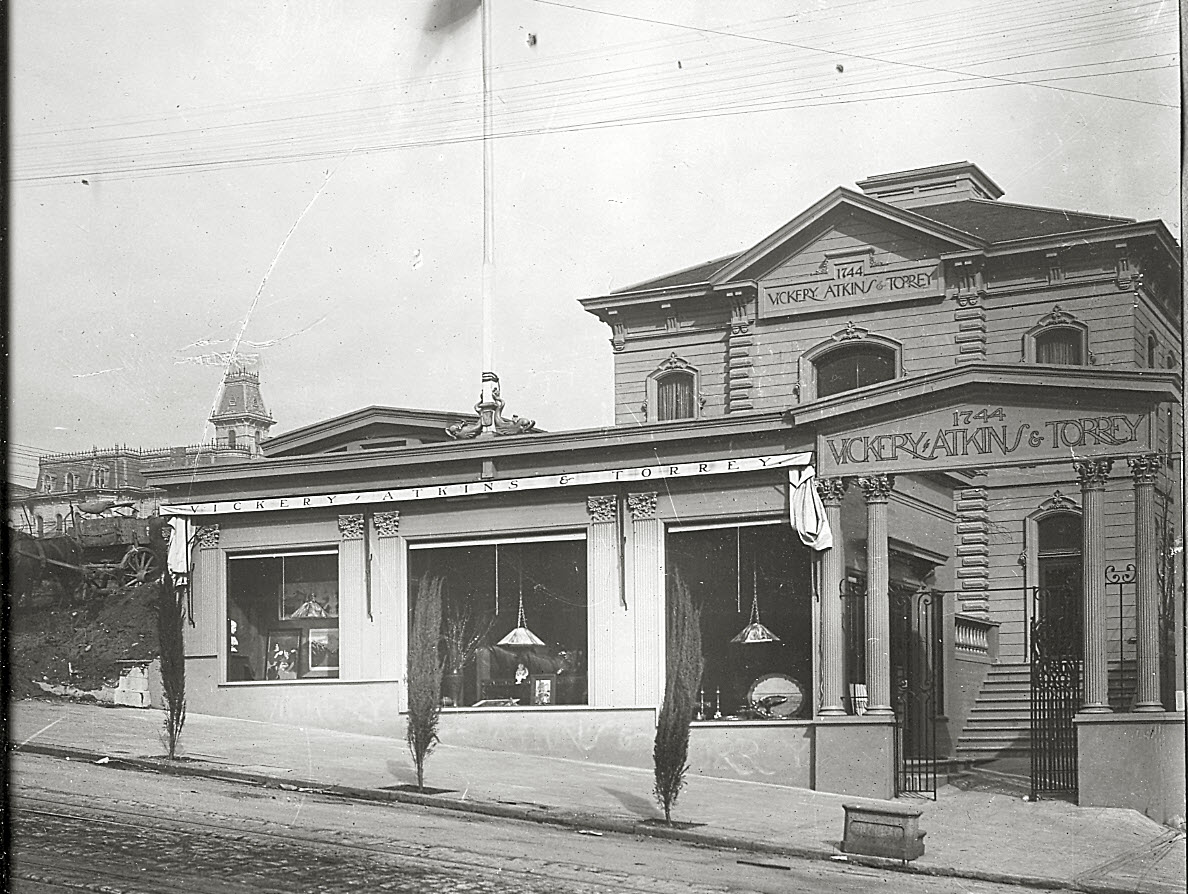
Geschäftsräume in der California Street
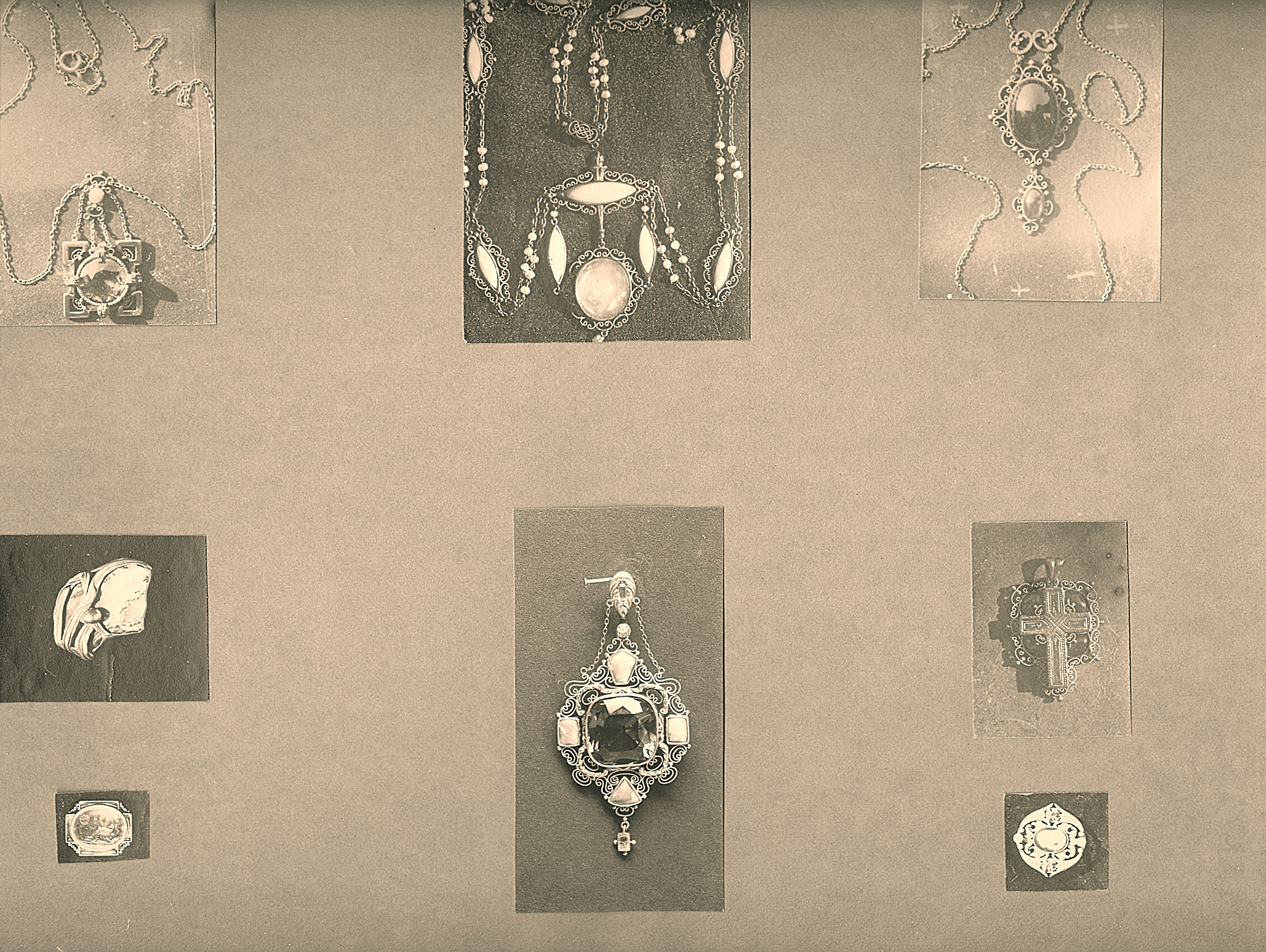
Schmuckstücke entworfen von Henry Atkins
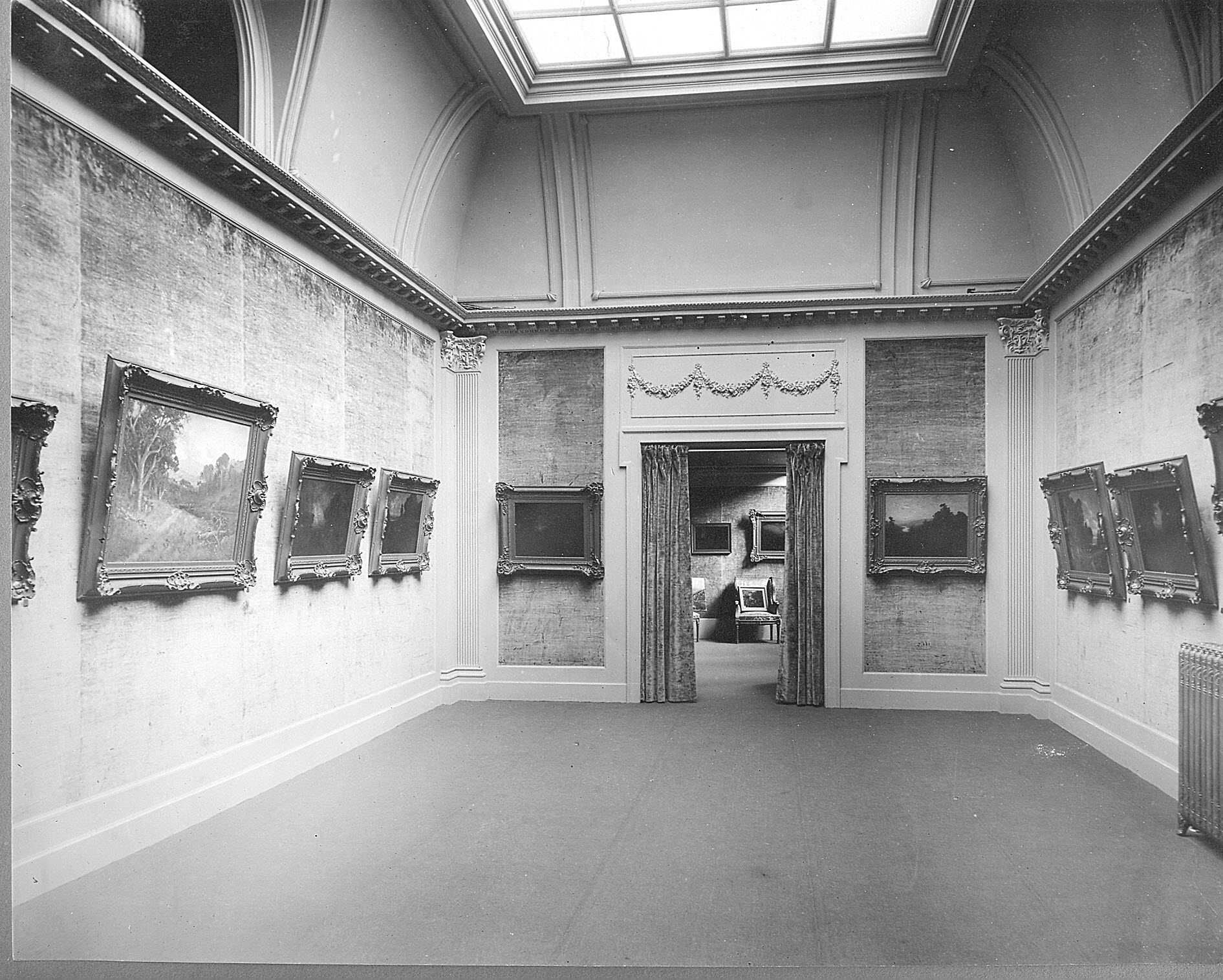
Innenansicht der Galerieräume in der Sutter Street
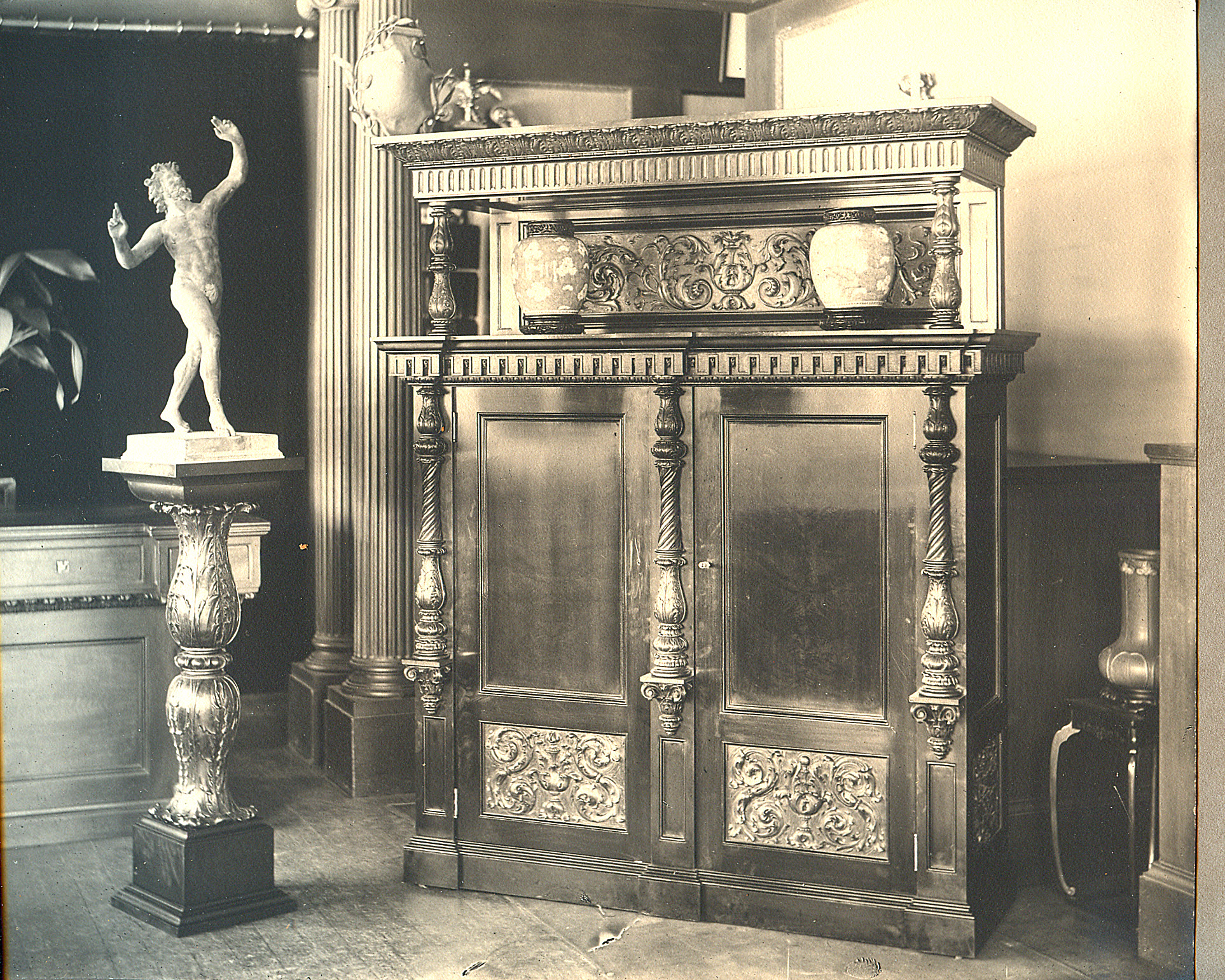
Blick in die Möbelabteilung
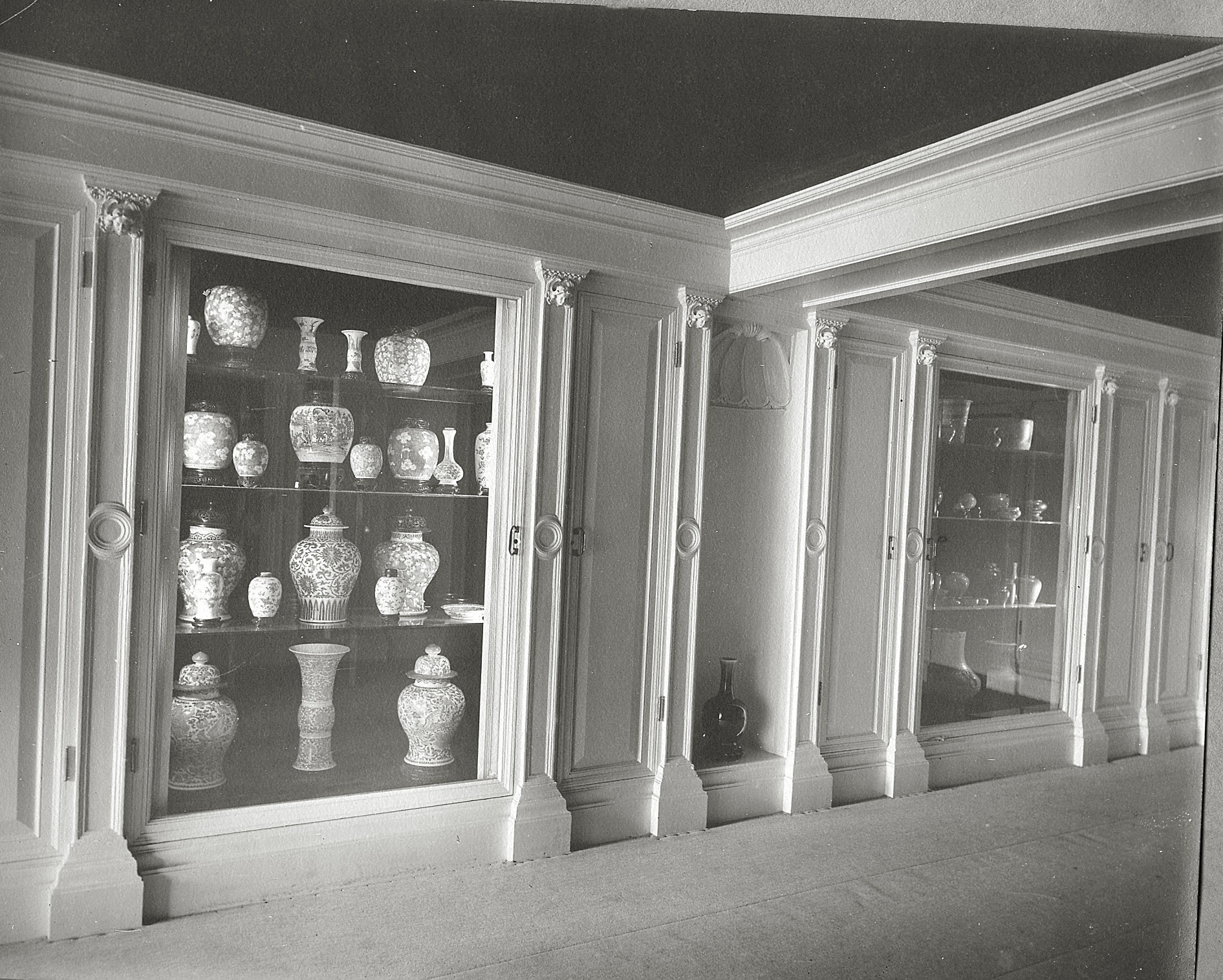
Porzellanausstellung